# Nad Froích
Nad Froích („Gniewny”) (ur. ok. 380, zm. 453) – król Cashel i Munsteru z dynastii Eóganacht od ok. 431 do swej śmierci, syn i następca Conalla Corca, króla Munsteru. Według Tablicy Synchronistycznej, znajdującej się w piętnastowiecznym manuskrypcie „Laud 610” (fol. 115 a 1) rządził Munsterem przez dwadzieścia dwa lata, w czasach panowania Lóegaire’a II mac Néill, zwierzchniego króla Irlandii. Jego synowie zostali ochrzczeni przez św. Patryka. 

## Potomstwo
Nad Froích miał według tradycji dwie żony. Pierwszą z nich była Cairenn Chasdub z wyspy Man, zaś drugą Faochan Balbus z Anglii. Pozostawił po sobie czterech synów:
- Óengus mac Nad Froích, syn Faochan, następca na tronie Munsteru i przodek Eóganacht Chaisil, Eóganacht Glendamnach i Eóganacht Airthir Cliach
- Ailill, przodek Eóganacht Áine alias Uí Énda lub Cenel nAngsae
- Fedlimid (Felim)
- Eógan (Eugene), przodek H. Fidchluic i H. Forann na terytorium Fer Maige